# Ashur-nasir-pal
Aššur-nasir-pal (también Ashur-nasir-pal) fue un príncipe asirio, conocido por ser el responsable de los desórdenes dinásticos del imperio asirio, alrededor del año 1200 a. C.
Hijo del rey Tukulti-Ninurta I, cercó a su padre en la nueva capital que éste fundó, Kar-Tukulti-Ninurta, y probablemente, le asesinó. La muerte del rey causó una época de desórdenes en el imperio asirio, de la que éste no se recuperó totalmente hasta el reinado de Tiglath-Pileser I. Tras Tukulti-Ninurta I, Aššur-nasir-pal no ascendió al trono, ya que su hermano Aššur-nadin-apli fue el que se apoderó del reino, y aunque Aššur-nirari fue sucedido por el hijo de Aššur-nasir-pal, Aššur-nirari III , otro hermano de Aššur-nasir-pal, Enlil-kudurri-usur, reemplazó a este último en el trono.
- Datos: Q25494595